# Nordkreis Aachen

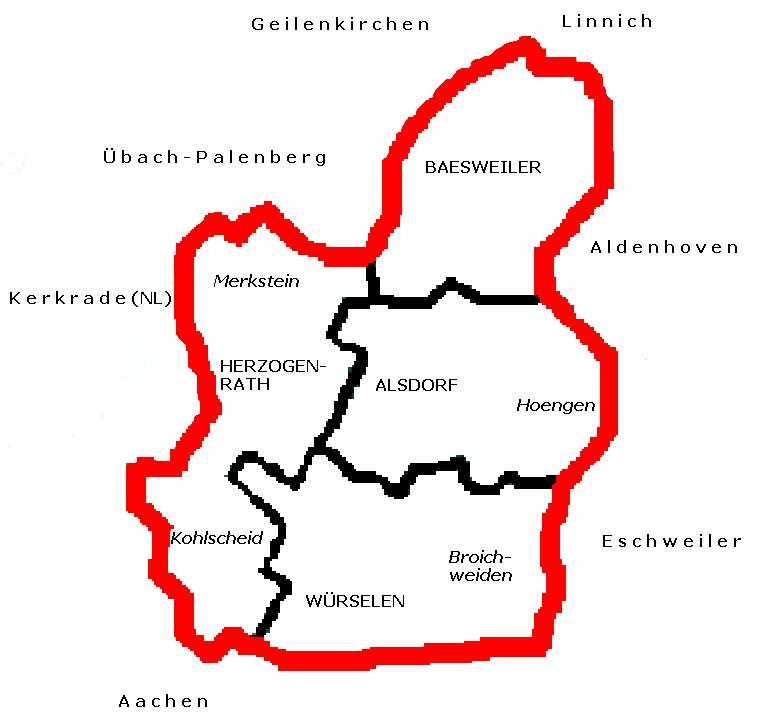
Nordkreis Aachen

Als Nordkreis Aachen oder einfach Nordkreis werden seit der kommunalen Neugliederung 1972 gemeinsam die vier Städte
- Alsdorf – PLZ 52477 – Vorwahl 02404
- Baesweiler – PLZ 52499 – Vorwahl 02401
- Herzogenrath – PLZ 52134 – Vorwahlen 02406 und Herzogenrath-Kohlscheid 02407
- Würselen – PLZ 52146 – Vorwahl 02405

bezeichnet.
Der Nordkreis gehört zur Städteregion Aachen in Nordrhein-Westfalen und zum Amtsgericht Aachen und ist deckungsgleich mit der Agentur für Arbeit in Alsdorf, der Polizeiinspektion Nordkreis mit Hauptwache in Alsdorf sowie der Lokalausgabe Nordkreis der Aachener Nachrichten und Aachener Zeitung mit Redaktionssitz in Alsdorf. Nachbarorte sind im Uhrzeigersinn Kerkrade (NL), Übach-Palenberg, Geilenkirchen, Linnich, Aldenhoven, Eschweiler und Aachen. Wichtiges Fließgewässer ist die Wurm.
Geprägt wurde der Nordkreis durch den Steinkohleabbau im so genannten Wurmrevier mit unter anderem den EBV-Gruben Adolf, Anna, Carl Alexander und Gouley, der besonders im 19. und 20. Jahrhundert aus den kleinen Bauerndörfern Städte werden ließ. Eine vergleichbare Einheit ist der sich südöstlich anschließende Raum Eschweiler-Stolberg.
Der Nordkreis ist dicht besiedelt und bildet einen zusammenhängenden Wirtschaftsraum mit insgesamt rund 160.000 Einwohnern auf rund 127 km². Nur an wenigen Stellen liegen zwischen den Siedlungen mehr als 2 km unbebautes Land. Wichtige Stadtteile der vier oben genannten Städte sind Bardenberg, Broichweiden, Hoengen, Kohlscheid, Merkstein und Setterich.
Den engen Zusammenhalt unterstreichen neben der Zugehörigkeit zu einem Amtsgericht, einer Polizeihauptwache und einer Agentur für Arbeit auch, dass
- Alsdorf, Herzogenrath und Würselen einen gemeinsamen AVV-Tarifbereich bilden,
- die vier Städte – ebenso wie der Südkreis – eine gemeinsame Volkshochschule betreiben,[1]
- die Sparkasse Aachen den Nordkreis als einen einzigen Immobilienbereich führt.

Sehenswert sind

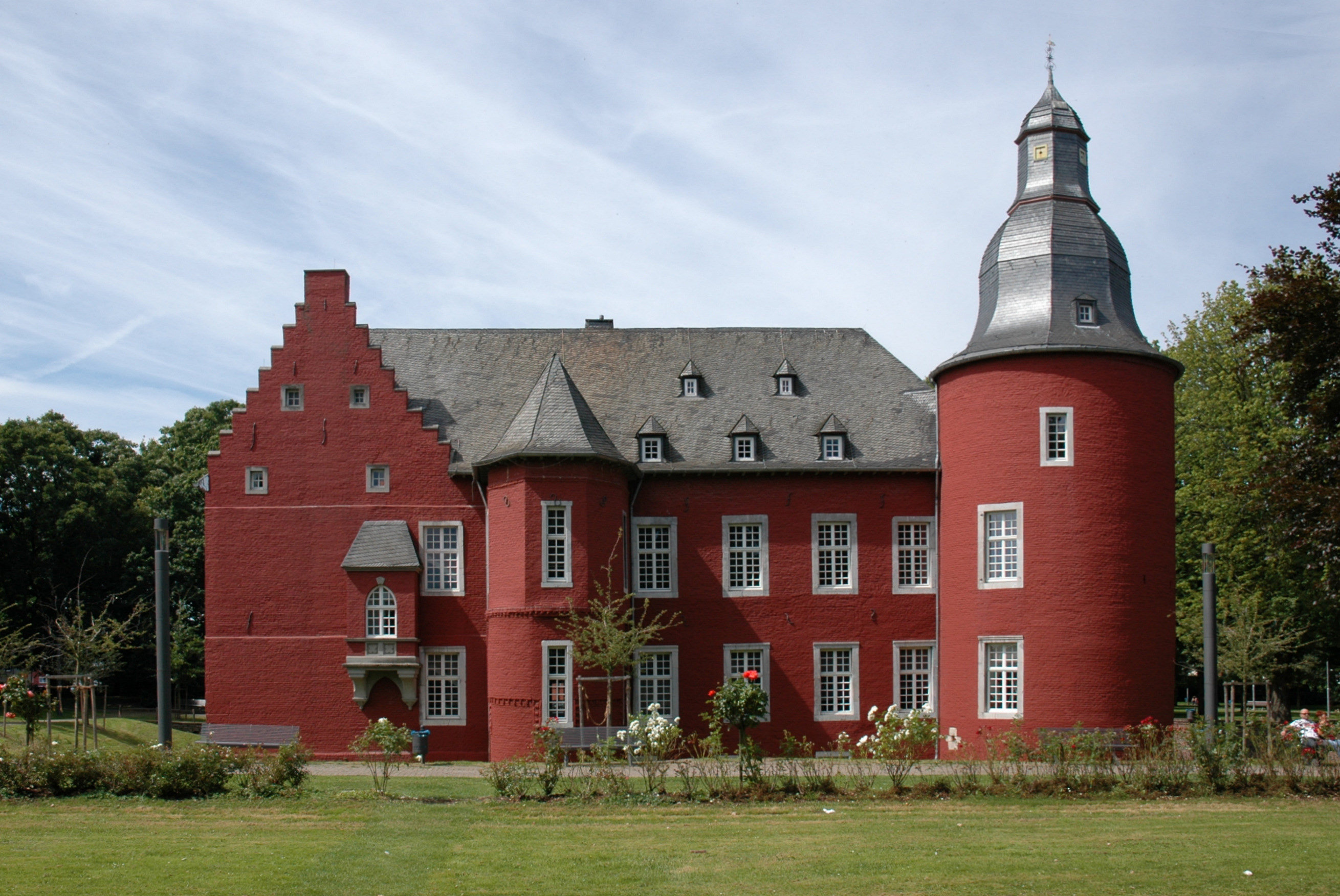
Burg Alsdorf
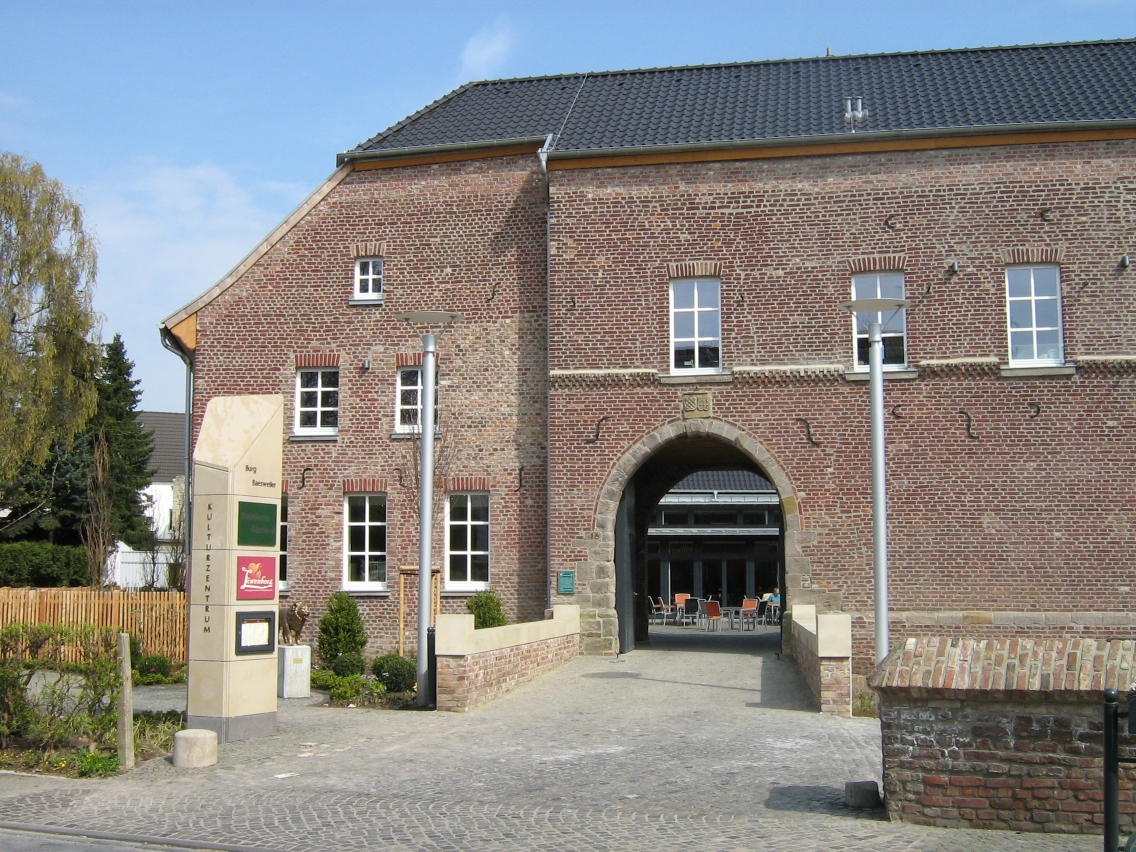
Burg Baesweiler
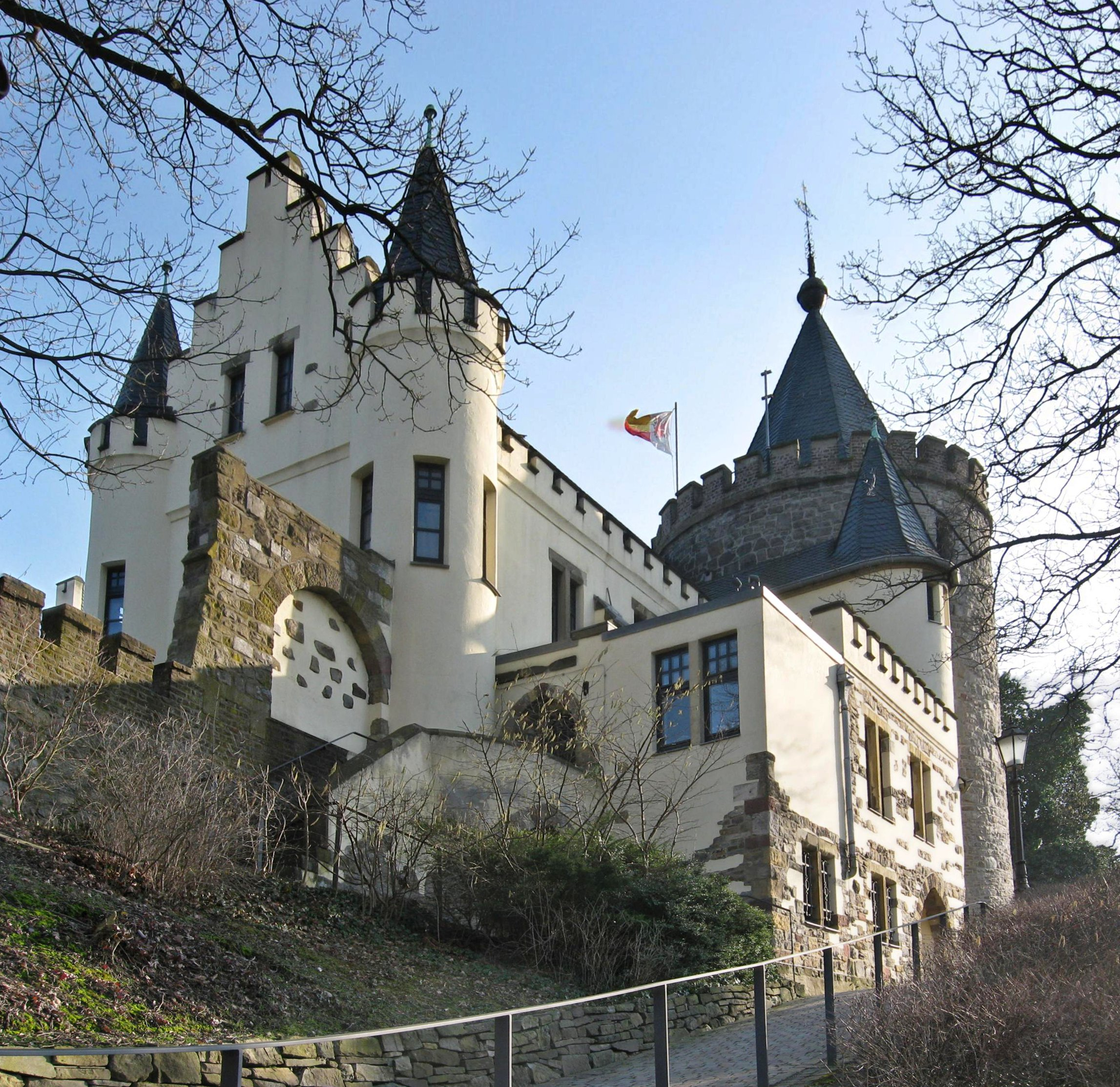
Burg Rode
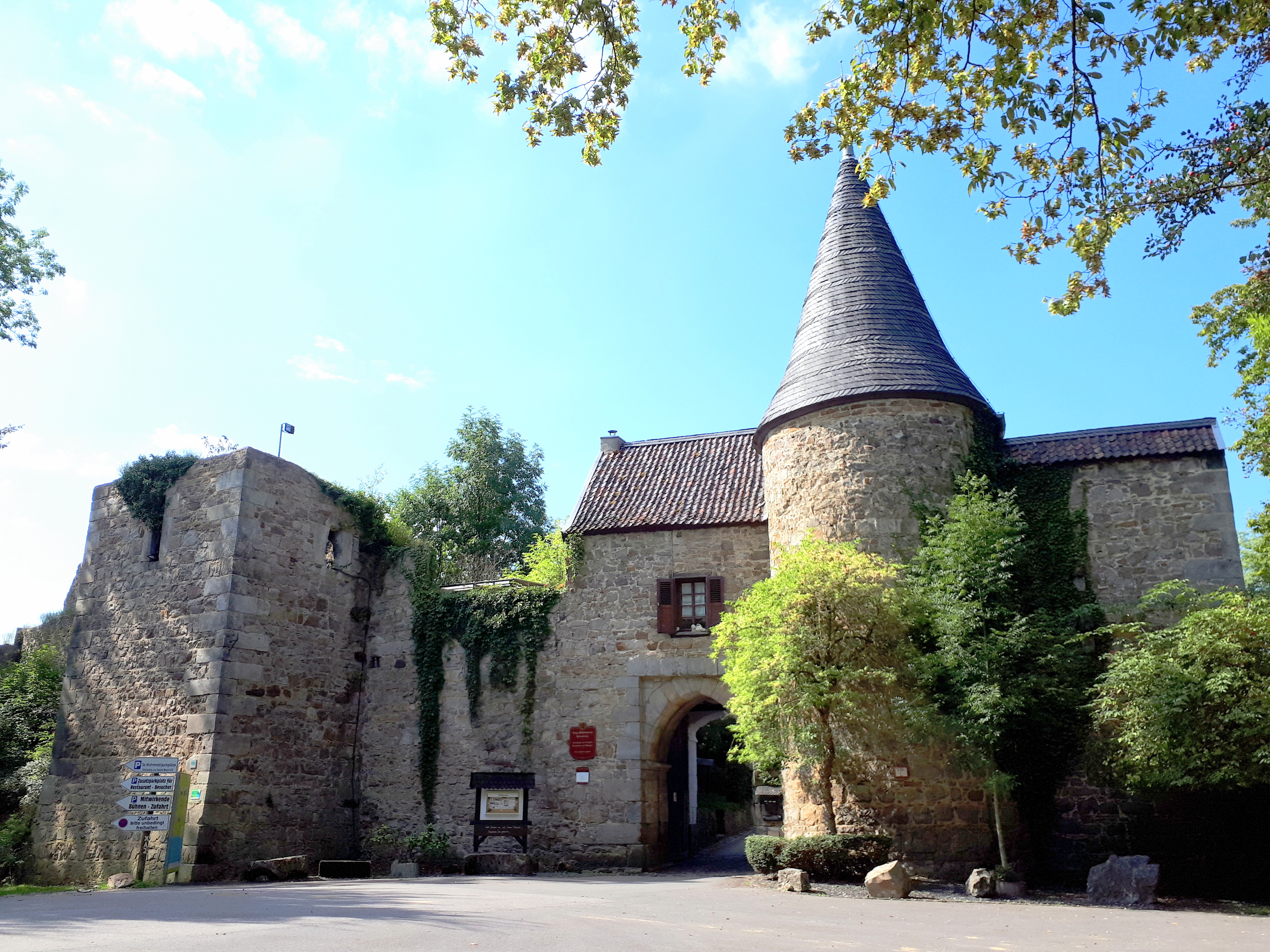
Burg Wilhelmstein (Vorburg)